# 729 v.Chr.
Het jaar 729 v.Chr. is een jaartal volgens de christelijke jaartelling.

## Gebeurtenissen

### Assyrië
- Koning Tiglat-Pileser III verslaat de Aramese stammen in Mesopotamië en sticht een wereldrijk.
- Tiglat-Pileser III heerst als vorst over het Assyrische Rijk en Babylonië.
- Tiglat-Pileser III durft het niet aan om het oude "Sumer en Akkad" (het vroegere Babylon) te annexeren.

### Fenicië
- Mattan II wordt opgevolgd door Eloulaios als koning van Tyrus.

### Italië
- Griekse kolonisten van Naxos stichtten de handelsnederzetting Leontini op Sicilië.